# 天崖瀑布
天崖瀑布位於花蓮縣秀林鄉木瓜溪左岸支流，天長斷崖下方，天長隧道東口溪澗下游匯入木瓜溪處。瀑布標高約850公尺至710公尺，分上、中、下三段，落差分別約為30公尺、40公尺、50公尺，總落差約140公尺。

## 解
1. ↑  根據《臺灣通用電子地圖【NLSC】》、《農航所（正射影像圖）》對照。